# Boer (Friesland)
Boer is een terpdorp in de gemeente Waadhoeke, in de Nederlandse provincie Friesland. Boer ligt ten noordoosten van de stad Franeker, tussen Dongjum en Ried langs het water de Ried.
Boer vormt met Dongjum een tweelingdorp met een gezamenlijke dorpsbelangenvereniging die sinds april 1969 bestaat. In 2023 had het dorp 45 inwoners.

## Geschiedenis
Het dorp is ontstaan op een terp die bij het dorpsgebied van Schalsum behoorde. In de 12e eeuw werd een kerk gebouwd, maar bleef de plaats deel uitmaken van Schalsum. Pas toen Boer onderdeel werd van het kerkgebied van Dongjum, werd er van een zelfstandige plaats gesproken. In de 15e eeuw werd de plaats vermeld als Burstera Rede, Buere, Buur en Buer. De plaatsnaam zou duiden op een oorsprong als huisterp of boerenhoeve.
Het dorp vormt samen met Peins, Ried, Schalsum en Zweins de Franeker Vijfga. Anders dan de omliggende terpdorpen is het dorp sinds 18e eeuw nauwelijks gegroeid. De terp bestaat nog steeds uit enkele huizen, een grote boerderij en de kerk. Buiten de terp zijn slechts enkele boerderijen te vinden.

## Kerk en andere gebouwen
De voormalige hervormde Mariakerk is eigendom van de Stichting Alde Fryske Tsjerken. Het is tegenwoordig een kunstenaarsatelier. De toegangsdeur wordt omlijst door de ingangspartij van de zo'n honderd jaar geleden afgebroken Elgersmastate, een stins uit 1664. In het dorp staat ook het oudste stenen woonhuis van Friesland. De voormalige pastorie van de kerk is net als de kerk een rijksmonument, zie ook Lijst van rijksmonumenten in Boer.

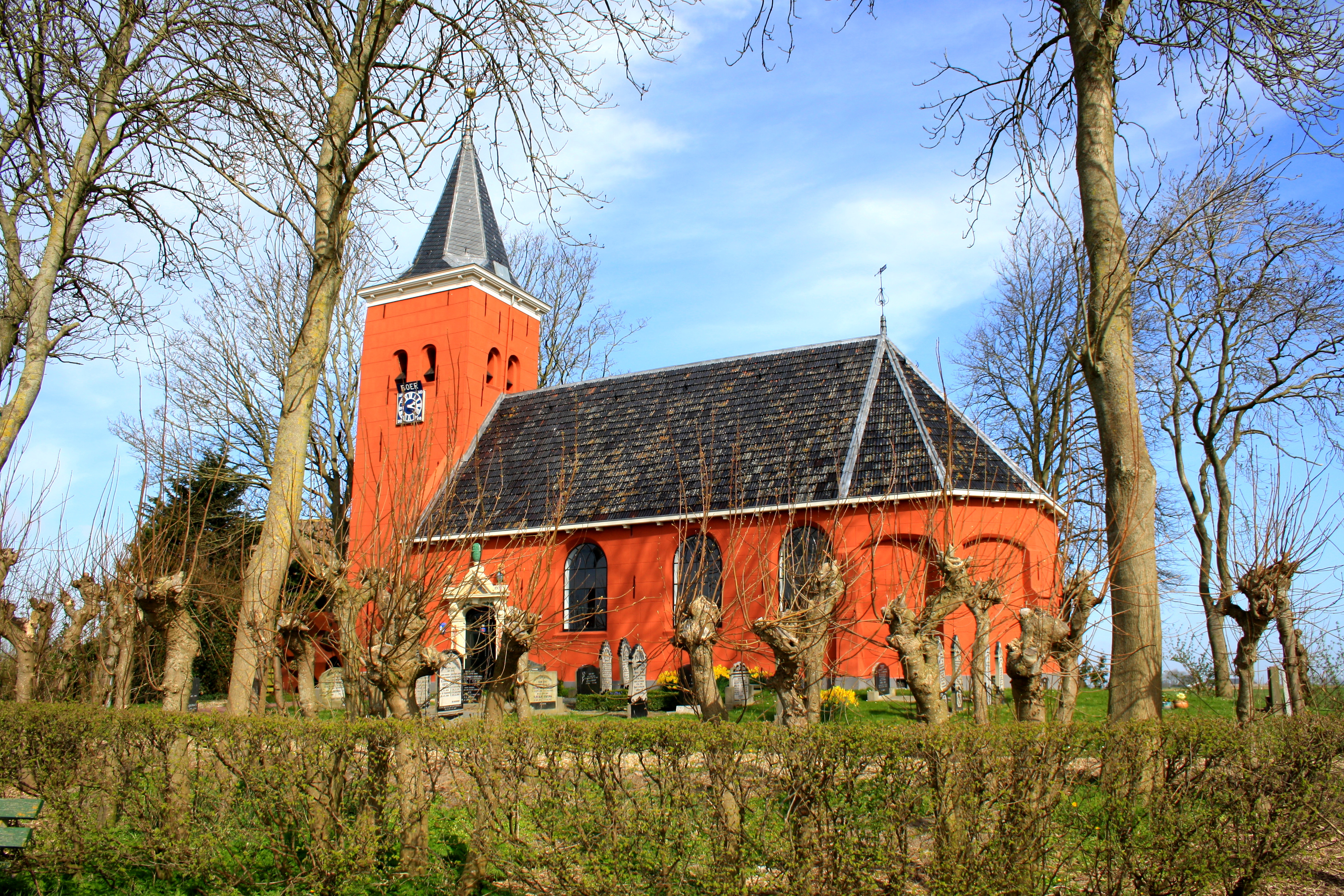
Mariakerk